# Biuro Rewindykacji Strat Kulturalnych przy Ministerstwie Prac Kongresowych w Londynie
Biuro Rewindykacji Strat Kulturalnych przy Ministerstwie Prac Kongresowych w Londynie – biuro powołane w 1940 roku, zajmujące się zbieraniem informacji o niemieckich i sowieckich grabieżach polskich dóbr kultury. Biurem kierował w latach 1940–1945 mjr dr Karol Estreicher. W Biurze pracowali także: Czesława Chowaniec, Maciej Loret, Danuta Marsówna, Janina Urbańska-Polkowska, Jerzy Żarnecki. Efekty pracy zespołu, dotyczące okupacji niemieckiej, zebrano w publikacji Straty kultury polskiej. Katalog strat kultury polskiej pod okupacją niemiecką 1939-1944.